# Lavardac
Lavardac is een gemeente in het Franse departement Lot-et-Garonne (regio Nouvelle-Aquitaine). De plaats maakt deel uit van het arrondissement Nérac. Lavardac telde op 1 januari 2022 2.297 inwoners.

## Geografie
De oppervlakte van Lavardac bedroeg op 1 januari 2022 15,1 vierkante kilometer; de bevolkingsdichtheid was toen 152,1 inwoners per km².

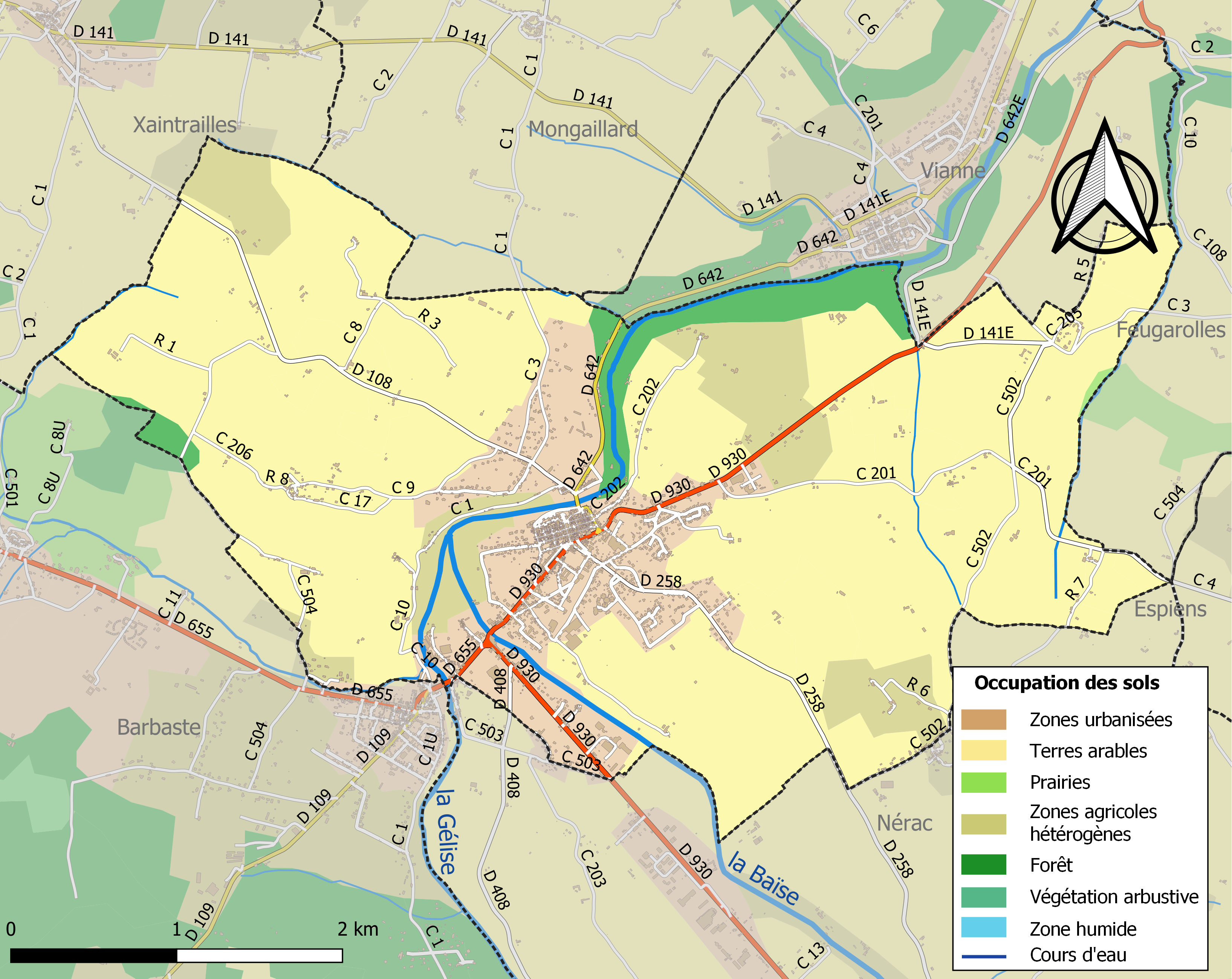
Kaart van de gemeente met de belangrijkste infrastructuur, bodemgebruik en omliggende gemeenten

## Demografie
Onderstaande figuur toont het verloop van het inwonertal (bron: INSEE-tellingen).